# Erniggliïta
L'erniggliïta és un mineral de la classe dels sulfurs. Rep el nom en honor d'Ernst Heinrich Niggli (29 de setembre de 1917, Wald, Zúric, Suïssa - 7 de desembre de 2001, Berna, Suïssa), professor de mineralogia i petrografia a la Universitat de Berna i president durant molts anys de l'Associació de Lengenbach.

## Característiques
L'erniggliïta és una sulfosal de fórmula química Tl₂SnAs₂S₆. Va ser aprovada com a espècie vàlida per l'Associació Mineralògica Internacional l'any 1987, i la primera publicació data del 1992. Cristal·litza en el sistema trigonal. La seva duresa a l'escala de Mohs es troba entre 2 i 3.
Segons la classificació de Nickel-Strunz, l'erniggliïta pertany a «02.GA: nesosulfarsenats, nesosulfantimonats i nesosulfbismutits sense S addicional» juntament amb els següents minerals: proustita, pirargirita, pirostilpnita, xantoconita, samsonita, skinnerita, wittichenita, lapieïta, mückeïta, malyshevita, lisiguangita, aktashita, gruzdevita, nowackiïta, laffittita, routhierita, stalderita, bournonita, seligmannita i součekita.
L'exemplar que va servir per a determinar l'espècie, el que es coneix com a material tipus, es troba conservat al Museu d'Història Natural de Basel, a Suïssa.

## Formació i jaciments
Va ser descoberta a la pedrera Lengenbach, situada a Fäld, a la comuna de Binn (Valais, Suïssa). Es tracta de l'únic indret on ha estat trobada aquesta espècie mineral a tot el planeta.